# 시비 자타카
시비 자타카(Sibi Jataka) 또는 시비왕본생담(尸毘王本生譚)은 석가모니불의 다양한 화신들의 일화를 자세히 설명하는 자타카 이야기 중 하나이다. 각 자타카 이야기는 다양한 형태로 불교의 이상인 다르마와 희생을 보여준다. 전통에 따르면 이 이야기들은 석가모니 인도에서 그의 가르침을 전하는 동안, 덕행을 끊임없이 실천함으로써 열반 또는 깨달음의 경지에 도달한다는 것을 강조하기 위해 직접 이야기한 것이다.

## 시비 왕의 이야기

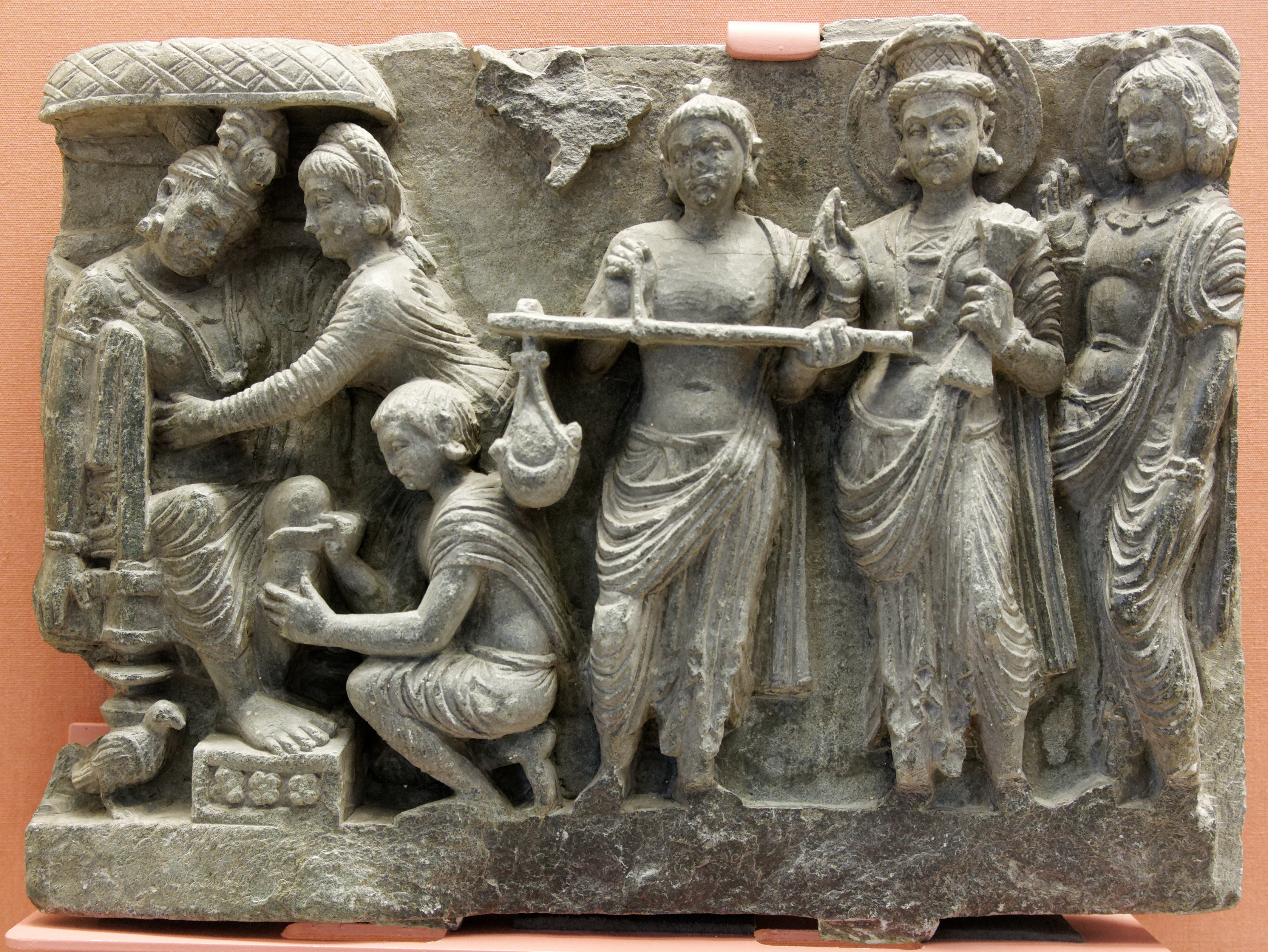
시비 자타카 석판, 간다라, 2~3세기 AD, 대영박물관

아르빈드 샤르마는 시비왕의 이야기를 다음과 같이 묘사한다.
"어느 날 그가 조정에 앉아 있을 때, 참새 한 마리가 매에게 쫓겨 그의 무릎에 피난처를 찾았다. 매는 참새가 자신의 생존 수단이라며 왕에게 참새를 요구했다. 매의 권리를 인정한 왕은 자신의 백성을 보호해야 하는 의무를 다하기 위해 자신의 살점을 내놓았다."

## 변형
시비 자타카에는 여러 가지 버전이 있으며, 위에서 언급된 이야기는 마하바라타에서도 시비라는 왕의 이야기로 발견된다. 시비 이야기의 또 다른 버전은 다음과 같이 전해진다.
"인드라가 눈먼 사람으로 시비왕에게 와서 한쪽 눈을 기증해 달라고 요청하여 부분적으로 시력을 되찾을 수 있게 해 달라고 했다. 그러나 시비는 맹인의 시력을 완전히 회복시키기 위해 양쪽 눈을 모두 내놓았다. 시비왕이 기꺼이 두 눈을 희생하려는 마음은 인드라를 감동시켜 그의 진정한 모습을 드러내고 왕을 축복하게 했다."
중국 불교 전통에서는 이 이야기의 두 가지 버전이 두 명의 다른 왕에게 귀속된다. 눈을 희생하는 왕은 행복한 눈을 가진 왕이라는 뜻의 쾌목왕(Kuai-mu Wang)으로 불린다.

## 동굴 벽화
이 이야기는 수많은 불교 동굴 벽화에 묘사되어 있다. 그 예는 아잔타의 17번 동굴에서 찾을 수 있다. 이 그림은 한 남자가 저울을 들고 있고 왕이 자신의 살점을 잘라내는 모습을 보여준다. 이 패널에는 왕의 신하들과 백성들이 왕의 고귀한 행동을 기뻐하는 모습도 나타나 있다. 막고굴 (275번 동굴)의 한 그림은 다섯 가지 자타카 이야기를 묘사하는 패널을 보여준다. 이 패널에는 시비 전설의 두 가지 버전이 묘사되어 있다.

## 촐라 왕조와의 연관성
시비왕의 이야기는 기원후 100년경부터 기원후 1250년경까지 통치했던 남인도 왕조인 촐라 왕조와 연관되어 있다. 후대 촐라 왕조는 시비의 후손이라고 주장했다. 타밀어로 시비의 이름은 셈비얀이었다. 이 이름은 많은 촐라 왕들이 사용했다.

## 같이 보기
- 자타카
- 시비왕